# Чемерис Лідія Андріївна
Лі́дія Андрі́ївна Чемери́с (Будзи́нська) — заслужений вчитель УРСР (1976), відмінник народної освіти УРСР (1974).

## Життєпис
Народилася 1930 року в селі Вовчків Поліського району. Закінчила у Вовчкові семирічну школу, середню освіту здобула в Поліському. 1951 року закінчила Чернігівський державний учительський інститут, вчитель української мови і літератури. У 1960 році закінчила повний курс Київського державного педагогічного інституту, спеціальності українська мова і література.
Протягом 1951—1952 років — вчитель Башівської школи Рожищенського району (Волинська область), в 1952-1958-х — вчитель української мови та літератури Сукачівської 7-річної школи Іванківського району (Київська область). В 1958—1985 роках — вчитель Іванківської середньої школи.
1978 році була обрана делегатом Всесоюзного з'їзду вчителів — від Київської області.
1970 року нагороджена ювілейною медаллю «За доблесну працю», 1974-го — знаком «Переможець соціалістичного змагання 1973 року. 1974 року відзначена Міністерством освіти УРСР — нагороджена значком «Відмінник народної освіти». 1984-го нагороджена медаллю «Ветеран праці», 1996 року — ювілейною медаллю «50 лет победы в Великой Отечественной войне 1941-45 гг.».